# هاري دبليو. هيوز
هاري دبليو. هيوز (بالإنجليزية: Harry W. Hughes)‏ هو مدرب كرة سلة أمريكي، ولد في 9 أكتوبر 1887 في مقاطعة ديكالب في الولايات المتحدة، وتوفي في 26 يوليو 1953.